# Phrygilus
Phrygilus es un género de aves paseriformes perteneciente a la familia Thraupidae que agrupa a cuatro especies nativas de América del Sur, donde se distribuyen a lo largo de la cordillera de los Andes y adyacencias, desde el norte de Perú hasta Tierra del Fuego en Chile y Argentina. A sus miembros se les conoce por el nombre popular de yales y también fringilos, comesebos o cometocinos. El género agrupaba a otras siete especies hasta que en el año 2016 fueron trasladadas a otros géneros al comprobarse que el presente era polifilético.

## Etimología
El nombre genérico masculino Phrygilus proviene del griego «phrugilos»: ave no identificada, mencionada por Aristófanes, tal vez algún tipo de pinzón.

## Características
Las aves del presente género son un grupo de tráupidos medianos, midiendo entre 14,5 y 16,5 cm de longitud. Son encontrados principalmente en pastizales y terrenos arbustivos y la mayoría forrajea en el suelo. Los machos siguen un patrón más marcado, con sus capuzes grises o negros, dorso ocráceo u oliváceo y partes inferiores amarillas, mientras las hembras son más apagadas, con el capuz más pálido.

## Lista de especies
Según las clasificaciones del Congreso Ornitológico Internacional (IOC) y Clements Checklist/eBird v.2019, el género agrupa a las siguientes especies con el respectivo nombre popular de acuerdo con la Sociedad Española de Ornitología (SEO):
| Imagen | Nombre científico     | Autor                          | Nombre común    | EC (*) |
| ------ | --------------------- | ------------------------------ | --------------- | ------ |
|        | Phrygilus atriceps    | (d'Orbigny & Lafresnaye), 1837 | yal cabecinegro | LC     |
|        | Phrygilus punensis    | Ridgway, 1887                  | yal peruano     | LC     |
|        | Phrygilus gayi        | (Gervais), 1834                | yal cabecigrís  | LC     |
|        | Phrygilus patagonicus | Lowe, 1923                     | yal patagón     | LC     |

(*) Estado de conservación

## Taxonomía
Tradicionalmente colocado en la familia Emberizidae, este género fue transferido para Thraupidae con base en diversos estudios genéticos, citando Burns et al. 2002, 2003; Klicka et al. 2007 y Campagna et al. 2011. La Propuesta N° 512 al Comité de Clasificación de Sudamérica (SACC) de noviembre de 2011, aprobó la transferencia de diversos géneros (entre los cuales Phrygilus) de Emberizidae para Thraupidae.

### Historia taxonómica y relaciones filogenéticas
En los estudios genéticos y morfológicos de Campagna et al. (2011), ya podían distinguirse cuatro grupos bien diferenciados en el entonces amplio género Phrygilus:
- Grupo 1: cabeza negra a manera de capucha y plumaje muy colorido del macho (P. atriceps, P. punensis, P. gayi, P. patagonicus), claro dimorfismo sexual. Relacionados con Sicalis.
- Grupo 2: partes superiores grises e inferiores blancas, ambos sexos similares (P. dorsalis, P. erythronotus). Podría formar un clado con el grupo anterior y la especie Sicalis olivascens.
- Grupo 3: plumaje del macho gris o marrón oscuro; la hembra barreteada (P. unicolor, P. plebejus). Relacionado con el género Haplospiza, no es monofilético con los otros tres grupos y en cambio muestra la mayor divergencia genética con ellos, siendo P. unicolor el caso más extremo.[14]
- Grupo 4: pico amarillo, partes inferiores grises a negras (P. alaudinus, P. carbonarius, P. fruticeti). Relacionado con la especie Porphyrospiza caerulescens, no parece ser monofilético con los otros tres grupos.

Dado que este género parece ser polifilético y podría contener tres linajes distintos, en el futuro tal vez sería necesario dividirlo en géneros separados.
En la propuesta N° 507 al SACC, posteriormente rechazada, se propuso:
- Grupo 1: Las cuatro especies permanecerían en el presente género.
- Grupo 2: Las dos especies serían integradas al género Idiopsar, que dejaría de ser monotípico.
- Grupo 3: Las dos especies integrarían un género resucitado Geospizopsis.
- Grupo 4: Las tres especies integrarían un género resucitado Rhopospina.

Más recientemente, publicaciones de filogenias completas de grandes conjuntos de especies de la familia Thraupidae basadas en muestreos genéticos, Burns et al. (2014) y Barker et al. (2015), suministraron las bases para la recomendación hecha por Burns et al. (2016):
- Resucitar Rhopospina para P. fruticeti;
- Resucitar Corydospiza para P. alaudinus y P. carbonarius;
- Reconocer un nuevo género Ephippiospingus para P. dorsalis y P. erythronotus;
- Resucitar Geospizopsis para P. plebejus y P. unicolor.

Finalmente en la Propuesta N° 730, partes 01, 02, 16 y 17 al SACC se aprobaron las siguientes transferencias, lo que fue seguido por el IOC y Clements Checklist/eBird:
- Phrygilus fruticeti transferido para Rhopospina;
- Phrygilus alaudinus y Phrygilus carbonarius transferidos para Porphyrospiza;
- Phrygilus dorsalis y Phrygilus erythronotus transferidos para Idiopsar;
- Phrygilus unicolor y Phrygilus plebejus transferidos para Geospizopsis.

Los datos presentados por los amplios estudios filogenéticos recientes de Burns et al. (2014) y Barker et al. (2015) confirmaron que Phrygilus, como actualmente definido, es pariente próxima de un clado integrado por Nesospiza, Rowettia y Melanodera y que el clado formado por todos está relacionado con Sicalis, en una gran subfamilia Diglossinae.